# Facultad de Ciencias Ambientales de la Universidad de Concepción
La Facultad de Ciencias Ambientales es la primera facultad de ciencias ambientales en Chile y una de las 16 facultades de la Universidad de Concepción.
Se encuentra ubicada en la Ciudad Universitaria de Concepción. El Consejo Académico de la Universidad autorizó su creación a fines de 2011, siendo esta la facultad más joven del centro de estudios.

## Historia
El Centro de Ciencias Ambientales EULA de la Universidad de Concepción, creado en marzo de 1990, es el antecedente directo de la facultad. El centro de investigación contaba con infraestructura propia y se desarrolló gracias al Proyecto EULA, una colaboración de la Universidad con centros de estudio italianos.
La creación de la nueva facultad, la primera dedicada al estudio del medio ambiente en el país, fue anunciada por el rector Sergio Lavanchy el 14 de mayo de 2012, en el discurso del nonagésimo tercer aniversario de la Universidad. El director del Centro EULA, doctor Ricardo O. Barra, fue elegido como el primer decano de la facultad el 26 de septiembre de 2013; el resto de los miembros del Centro EULA también se integraron dentro de la orgánica de la naciente facultad.
Actualmente la facultad imparte una sola carrera, Ingeniería ambiental, que antes dependía de la facultad de Ingeniería de la Universidad.

## Departamentos
- Departamento de Ingeniería ambiental.
- Departamento de Planificación Territorial.
- Departamento de Sistemas Acuáticos.